# 彦根市立佐和山小学校
彦根市立佐和山小学校（ひこねしりつ さわやましょうがっこう）は、滋賀県彦根市にある公立小学校。
学校名は北方約1.8kmに聳える、石田三成の城のあったことで知られている佐和山に因む。

## 沿革
- 1900年（明治33年）8月20日：文部大臣・森有礼による小学校令改正を受けて、青波村に青波尋常小学校（現・佐和山小学校）が開校。
- 1937年（昭和12年）2月11日：彦根市が成立。
- 1978年（昭和53年）：佐和山小学校第1回校舎改築工事竣工
- 1984年（昭和59年）：佐和山小学校第2回校舎改築工事竣工
- 1988年（昭和63年）：佐和山小学校プール改築工事竣工
- 1999年（平成11年）：佐和山小学校校舎増築工事竣工
- 2001年（平成13年）：佐和山小学校低学年プール新築工事竣工
- 2020年（令和02年）：佐和山小学校校舎改修工事中

## 概要
佐和山小学校の校区は彦根城を筆頭に歴史的建造物が点在している上に、芹川や佐和山などの自然も豊かであるため学習に適した環境である。
学校教育目標に「未来を創る 心豊かでたくましい 佐和山っ子の育成」を掲げ、約600名の生徒が学びを育んでいる。
校章は中心から S と A が重なってできた文字、円（輪）、そして山の形をイメージした六角形で構成されており、「SA 輪山」つまり、「佐和山」と解釈することが出来る。

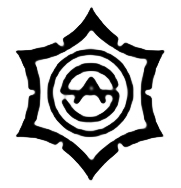
佐和山小学校の校章

## 通学区域
- 彦根市
- 元岡、沼波、里根、外、幸、岡、山之脇、芹、安清、古沢（一部）、安清東、芹川、原（一部）、地蔵（一部）、西沼波（一部）
- 卒業生は基本的に彦根市立東中学校へ進学する。

## 周辺
- 近江鉄道本社
- 彦根河原郵便局
- 花しょうぶ通り商店街
- 久左の辻
- 彦根市立東中学校
- 芹川

## アクセス
- JR東海道本線（琵琶湖線） 彦根駅から南へ900m
- 近江鉄道本線 ひこね芹川駅から西へ200m

## 卒業生
- 大橋悠依 - 競泳選手。2020年東京オリンピックの競泳競技200m・400m個人メドレー金メダリスト。